# El (dieu)
Pour les articles homonymes, voir EL.
El (ʾel, ilu) est une divinité du Proche Orient ancien vénérée dans le Levant. Son nom est identique au mot « dieu » utilisé dans beaucoup de langues sémitiques . Il est considéré comme le chef de dieux du panthéon cananéen.

## Mentions historiques
En Mésopotamie, le terme akkadien ilu(m), rendu par le sumérogramme DINGIR, sert de déterminatif pour une divinité. Cependant, aucun dieu appelé il n'y semble attesté. À Ougarit (XIIe siècle av. J.-C.), il est également un appellatif pour un dieu mais il peut aussi désigner une divinité spécifique, le dieu El. El est connu en dehors d'Ougarit dans l'inscription de Panamuwa II, roi du royaume araméen de Sam'al (IXe siècle av. J.-C.) et dans les inscriptions de Deir Alla (VIIIe siècle av. J.-C.). Il est encore cité pendant la période hellénistique par Philon de Byblos dans sa présentation de la religion des Phéniciens (repris par Eusèbe de Césarée).
Avant ces attestations, qui remontent du début du IIe millénaire av. J.-C., on est peut-être déjà en présence d'une forme ancienne de la désignation « El » dans les textes des archives royales d'Ebla (site archéologique de Tell Mardikh, en Syrie) du XXIVe siècle av. J.-C., où l'on trouve un dieu « Ilu » (lecture incertaine), assimilé au dieu sumérien Enlil. Ce nom se trouve à la tête d'une liste de dieux comme ancêtre des dieux, ou père de tous les dieux.

## Fonction
Beaucoup des informations sur El proviennent des textes mythologiques d'Ougarit et datent du bronze récent. A Ougarit, El est présenté comme un patriarche au sein de l'assemblée des dieux. Sa parèdre est Athirat. C'est la divinité suprème qui supervise les actions des autres dieux et exerce un contrôle sur eux. Ses sujets divins, tels que Baal, Anat, Yam ou Athtar, viennent lui présenter leurs requêtes avec parfois l'appui d'Athirat. Il arbitre les conflits entre les dieux. El semble être relativement éloigné des hommes; il régit plutôt le cosmos dont les différentes parties sont divisées entre différents dieux : Baal (l'orage), Yam (la mer), Mot (la mort). El est le garant de l'équilibre cosmique dont la stabilité est menacée par les conflits entre les dieux. Ses décisions permettent par exemple de trouver un équilibre dans le combat entre Baal et Môt. Il tempère la fougue et la violence de Baal. Il sait prodiguer des paroles apaisante à la fougueuse déesse Anat lorsqu'elle réclame la mort du héros Aqhat, fils de Danel, dans la Légende de Danel et d'Aqhat.
El est présenté comme un dieu âgé, barbu dont l'attribut est la sagesse. Il habite loin des hommes, à la « source des fleuves au milieu du cours des deux océans », ce qui semble désigner une région aux confins des terres habitées. Son éloignement et sa faiblesse ont fait penser qu'il pouvait s'agir un dieu déchu, relégué dans des zones éloignées, auquel se serait substitué Baal, plus actif et plus proche des hommes. Sa résidence, à la source des fleuves, est parfois interprétée comme une résidence souterraine, preuve de la relégation d'El à un statut inférieur. Ses relations avec Baal semblent en effet tendues. Il apporte son soutien à la royauté à des concurrents de Baal, tel que Yam ou Athtar. Les actes de El contre Baal sont parfois compris comme de l'hostilité. Baal étant présenté comme le fils de Dagan, il peut être vu comme une divinité extérieure au cercle familial d'El. Celui-ci chercherait alors à promouvoir ses propres enfants. Cette situation pourrait refléter l'appartenance des deux divinités à des horizons culturels différents. Cependant, malgré son statut de dieu âgé et lointain, El reste le chef des dieux à Ougarit. Bien qu'il ne soit pas directement impliqué dans l'administration du monde, son statut de chef des dieux n'est pas remis en cause. Les dieux dépendent de lui pour confirmer leurs prérogatives. Son accord est nécessaire pour entreprendre les projets importants tel que la construction d'un temple pour Baal. L'image de sa résidence « à la source des fleuves » le place au centre du monde, d'où l'eau jaillit pour irriguer la terre. Cette image rejoint celle du jardin d'Eden de la Bible d'où s'écoulent quatre fleuves. Ce thème trouve aussi un écho dans une prophétie d'Ezéchiel sur le roi de Tyr qui se vante de sa sagesse et qui prétend être un dieu occupant « une demeure au sein des mers » (Ez 28,2-3).

## Epithètes
El est qualifié de « créateur des créatures » (bny bnyt) mais on ne connait aucun récit cosmogonique associé à El. S'il est manifestement le père des dieux, il n'est pas évident qu'il ait été considéré comme le créateur du monde.
Il porte le titre de « père des ans » (ʾab šnm). Ce titre indique qu'il tire son autorité de son ancienneté. El est aussi appelé le taureau El, ce qui insiste sur sa force.
Dans le mythe hittite d'origine cananéenne, le mythe d'Elkunirsha et Ashirat, El est appelé Elkunirsha (du cananéen El qône eretz « El  créateur de la Terre »). Dans ce mythe aussi, sa parèdre est la déesse Asherat (Athirat). Ce texte rapporte une rivalité entre El et Baal. Son état fragmentaire ne permet pas de bien lire le déroulement du récit. Au début, Asherat tente de séduire Baal, qui repousse ses avances. Devant cet échec, elle le calomnie auprès d'El, et tous les deux s'unissent pour le châtier. Anat vient ensuite au secours de Baal ; la suite du récit est inintelligible. On retrouve un récit similaire au récit biblique de Joseph et de Potiphar et au Conte des deux frères égyptien. Il a en tout cas le mérite de nous montrer l'existence d'autres mythes relatifs aux divinités cananéennes en dehors d'Ougarit.